# Станіслав Фердинанд Жевуський
Станіслав Фердинанд Жевуський (1737, Підгірці — 16 червня 1786, Погребище) — державний і військовий діяч Великого князівства Литовського і Речі Посполитої. Ротмістр панцирний (1755), генерал-майор коронної армії (1757), староста холмський (1758—1769), підстолій великий литовський (1759—1760), хорунжий великий литовський (1760—1782), генерал-майор австрійської армії (1783). Кавалер ордену Білого Орла (1760).

## Біографія
Представник знатного магнатського роду Жевуських герба «Кривда». Старший син гетьмана великого коронного і каштеляна краківського Вацлава Петра Жевуського (1705—1779) і Анни Любомирської (1714—1763). Молодші брати — генерал-лейтенант литовської армії Юзеф (1739—1816) і гетьман польний коронний Северин (1743—1811), сестри Людвіка Марія і Тереза Кароліна.
У 1755 році став ротмістром панцирної хоругви, в 1757 році отримав чин генерал-майора коронної армії. 24 вересня 1759 року Станіслав Жевуський отримав посаду підстолія великого литовського, а 30 травня 1760 року став хорунжим великим литовським. У 1760 році став кавалером ордену Білого Орла.
Посол Надзвичайного сейму 1761 року від Холмської землі. Посол на сеймі 1762 року. У 1764 році був обраний послом від Вількомирського повіту на конвокаційному сеймі 1764 року. 7 травня 1764 року підписав маніфест, в якому визнавав незаконним перебування російських військ у Варшаві. У додатку до депеші від 2 жовтня 1767 року до президента Колегії закордонних справ Російської імперії Микити Паніна, російський посланник Микола Репнін назвав його послом для реалізації російських планів на сеймі 1767 року, посол від Новогрудського повіту на сеймі 1767 року.
3 листопада 1768 року виступив проти Барської конфедерації. 25 жовтня 1783 року отримав звання генерал-майора австрійської армії.

## Сім'я
13 червня 1758 року одружився з княжною Катажиною-Кароліною Радзивіл (1740—1789), дочкою гетьмана великого литовського і воєводи віленського, князя Михайла Казимира Радзивілла «Рибоньки» (1702—1762), і Урсули-Франциски Вишневецької (1705—1753). Як посаг за дружиною він отримав маєток Погребище у Брацлавському воєводстві.
Діти:
- Франциска Жевуська — чоловік Хризостом Рдултовський.
- Кароліна Жевуська — чоловік Михайло Обухович.
- Северин Жевуський — граф, дружина Магдалена Прушинська.
- Адам Вавжинець Жевуський (1760—1825) — ротмістр національної кавалерії (1778), каштелян вітебський (1790—1793), маршалок шляхти Могильовської губернії (1808), російський сенатор (1817). Кавалер ордену Білого Орла (1791). Кавалер ордену Святого Станіслава. Перша дружина — Юстина Рдултовська, друга дружина — Ганна Дзержек.
- Ганна Станіславівна Жевуська (1761—1800) — чоловік Август Ієронім Броель-Платер.
- Теофілія Жевуська (1762—1831) — чоловік Францішек Ксаверій Любомирський.
- Селена Жевуська (1768—?) — чоловік Ян Цетнер.[15]